# Karel I van Albret
Karel I van Albret (december 1368 — Azincourt, 25 oktober 1415) was van 1401 tot aan zijn dood heer van Albret en van 1408 tot aan zijn dood graaf van Dreux. Hij behoorde tot het Huis Albret.

## Levensloop
Karel I was de oudste zoon van heer Arnold Amanieu van Albret uit diens huwelijk met Margaretha, dochter van hertog Peter I van Bourbon. Hij was een neef van koning Karel VI van Frankrijk en werd samen met hem opgevoed.
In 1390 nam hij deel aan de expeditie tegen de stad Mahdia, die zijn oom Lodewijk II van Bourbon aanvoerde namens de republiek Genua. Hij was er ook bij toen Karel VI in 1392 in het bos van Les Mans zijn eerste tekenen van krankzinnigheid vertoonde. In 1396 nam hij deel aan een militaire campagne in Friesland en in 1401 volgde hij zijn vader op als heer van Albret. Op 6 februari 1403 werd hij door Karel VI benoemd tot Connétable van Frankrijk en hetzelfde jaar hield hij als peter de toekomstige koning Karel VII van Frankrijk boven de doopvont. In 1408 werd hij eveneens benoemd tot graaf van Dreux.
Als Connétable voerde Karel tussen 1404 en 1407 in Guyenne verschillende campagnes tegen de Engelsen. In 1407 was hij aanwezig in Parijs toen hertog Lodewijk I van Orléans vermoord werd. In de daaropvolgende Burgeroorlog tussen de Armagnacs en de Bourguignons koos hij de zijde van de Armagnacs. Toen de Bourguignons in 1411 de macht grepen, werd Karel I bijgevolg afgezet als Connétable van Frankrijk. Vervolgens verdedigden hij en hertog Jan van Berry in de zomer van 1412 Bourges tegen het leger van de Bourguignons. Toen de Armagnacs en de Bourguignons later dat jaar het Verdrag van Auxerre sloten, weigerde Karel dit te steunen en onderhandelde hij met Thomas van Clarence, de vertegenwoordiger van koning Hendrik IV van Engeland. Nadat de Armagnacs in 1413 opnieuw aan de macht kwamen in Parijs, werd Karel opnieuw benoemd tot Connétable van Frankrijk.
In oktober 1415 commandeerde hij samen met Jean II Le Meingre de Franse troepen in de Slag bij Azincourt. De Fransen leden een zware nederlaag en Karel I van Albret sneuvelde. Hij werd bijgezet in de minderbroederskerk van Hesdin.

## Huwelijk en nakomelingen
Op 27 oktober 1400 huwde Karel met Maria van Sully, dochter van heer Lodewijk van Sully en weduwe van Gwijde VI de La Trémoille. Ze kregen vier kinderen:
- Karel II (1401-1471), heer van Albret en graaf van Dreux
- Johanna (1402-1435), huwde in 1409 met Karel van Montagu, heer van Marcoussis, en daarna in 1422 met graaf Jan I van Foix-Grailly
- Willem (overleden in 1429), heer van Orval
- Jan
- Catharina, huwde met Jan van Montagu, vidame van Laon

- Gemeinsame Normdatei: 1183631170
- International Standard Name Identifier: 0000 0001 0587 6560
- Library of Congress Control Number: no2010142613
- Nationale Bibliotheek van Tsjechië: jo20191047533
- Système universitaire de documentation: 23414176X
- Virtual International Authority File: 158699540
- WorldCat: E39PBJrcqhbTQ3Cxb6bBqv3xXd